# Пйотрув (Островецький повіт)
Пйотрув (пол. Piotrów) — село в Польщі, у гміні Васнюв Островецького повіту Свентокшиського воєводства.
Населення — 183 особи (2011).
У 1975-1998 роках село належало до Келецького воєводства.

## Демографія
Демографічна структура на день 31 березня 2011 року:
|          | Загалом | Допрацездатний вік | Працездатний вік | Постпрацездатний вік |
| -------- | ------- | ------------------ | ---------------- | -------------------- |
| Чоловіки | 77      | 9                  | 59               | 9                    |
| Жінки    | 106     | 22                 | 61               | 23                   |
| Разом    | 183     | 31                 | 120              | 32                   |